# Broughton (Northamptonshire)
Broughton es una localidad situada en Nord Northamptonshire, Inglaterra (Reino Unido). Según el censo de 2011, tiene una población de 2208 habitantes.
Está ubicada al suroeste de la región Midlands del Este, cerca de la frontera con las regiones de Midlands del Oeste y Sudeste de Inglaterra, y de la ciudad de Northampton —la capital del condado—.